# Deutsches Nachrichtenbüro
Il Deutsches Nachrichtenbüro GmbH (abbreviato DNB) era l'agenzia di stampa centrale ufficiale del Reich tedesco durante l'era nazista.

## Storia
La DNB è stata creata il 5 dicembre 1933 dalla fusione del Wolffs Telegraphisches Bureau (W.T.B), che apparteneva alla Continental Telegraph Company, e della Telegraph Union, fondata nel 1913, le due più grandi agenzie di stampa del Reich. Il primo rapporto con la sigla DNB fu pubblicato il 1º gennaio 1934. La sede della DNB era in Charlottenstrasse 15b a Berlino SW 68. Allo stesso indirizzo erano registrati anche la Patria Literarische Verlag e il Servizio Giornalistico Graf Reischach, creato appositamente per la Gaupresse nazionalsocialista fino al passaggio alla stampa nazista. Oltre alla sede centrale della DNB c'erano inizialmente 42 e successivamente 45 filiali a causa della politica di espansione tedesca. Durante la guerra, sotto la direzione del caporedattore della DNB Heinz Lorenz, ai servizi regionali fu aggiunto un “ufficio di collegamento nel quartier generale del Führer” con tre giornalisti.
La cosiddetta redazione principale nel quartier generale di Berlino era il fulcro centrale delle notizie del Terzo Reich. La redazione principale ha effettuato una prima selezione del materiale in arrivo e lo ha inoltrato per l'elaborazione. Lì furono preparate per il pubblico anche le comunicazioni del Ministero della Propaganda e di altre istituzioni del Terzo Reich. I testi dei discorsi ufficiali dei rappresentanti dello Stato e del partito dovevano essere pubblicati in forma vincolante solo dalla redazione principale. Alla stampa tedesca è stato consentito di utilizzare solo queste versioni.
Il secondo reparto più importante accanto alla redazione principale, la redazione dell'informazione, era l'ufficio di collegamento con le amministrazioni, le associazioni e le organizzazioni di ogni tipo, da dove i giornalisti organizzavano le date e gli eventi importanti. La redazione dell'informazione ha inviato anche il rappresentante della DNB alla conferenza stampa del Reich.
Otto Mejer fu presidente del consiglio d'amministrazione della DNB dal 1933 al 1939. Il suo successore dal 1939 al 1945 fu Gustav Albrecht, già vice di Mejer. Un altro deputato nel 1937 era Max Freiherr, von Besserer. Esternamente mascherata da azienda privata e indipendente, in realtà era di proprietà del Reich e dipendeva dall'ufficio stampa del governo del Reich, che apparteneva al Dipartimento IV del Ministero del Reich per l'istruzione pubblica e la propaganda. I membri del consiglio della DNB sono stati nominati dal ministro della Propaganda Joseph Goebbels. La DNB era la cinghia di trasmissione dalla direzione dello Stato e del partito alle redazioni.
Nel 1935, la DNB contava 592 dipendenti presso la sua sede e 658 redattori aggiuntivi nelle sue filiali nazionali. Nel 1940 l'organico raggiunse il suo massimo numero con 687 redattori nella sede centrale e 687 nel Reich. L’aumento è dovuto soprattutto all’acquisizione di diversi servizi di maternità, i cui redattori divennero automaticamente dipendenti della DNB, ma anche all’espansione della Germania nazionalsocialista e allo scoppio della guerra, che resero necessario aumentare il numero dei collaboratori per poter assumere conto dell’intensificazione della propaganda in tempo di guerra.
Il numero dei dipendenti all'estero crebbe da 58 nel 1935 a 261 nel 1942. Fino allo scoppio della guerra l'agenzia mantenne posizioni di corrispondente in tutti i continenti, in Europa i corrispondenti della DNB operarono in tutti i paesi ad eccezione del Lussemburgo e dell'Albania. Nei paesi nemici della guerra gli uffici della DNB dovevano essere chiusi dopo ogni entrata in guerra.
La DNB esistette fino alla fine della seconda guerra mondiale nel 1945. Il 2 maggio 1945 l'ultima filiale di Amburgo cessò l'attività. L'editore principale e firmatario autorizzato della filiale di Amburgo era Ernst Wilhelm Evers. Nelle procedure di denazificazione successive al 1945, i dipendenti della DNB furono classificati dalle autorità competenti senza eccezioni come “seguaci” o come “non interessati”.
Per la stampa la DNB era un’agenzia universale indispensabile che copriva tutti i settori del giornalismo. Allo stesso tempo, l'agenzia era anche responsabile di fornire notizie alle autorità statali e al NSDAP. I diversi gruppi di destinatari hanno ricevuto le informazioni su carta colorata a loro destinata. Il materiale informativo destinato alla pubblicazione letterale è stato consegnato su carta verde. Il colore giallo segnalava la possibilità di pubblicazione in forma modificata, non letterale. Il colore rosa era un'informazione di base confidenziale e non pubblicabile che doveva servire da sfondo per i commenti dei giornalisti negli uffici dei giornali. Le notizie su carta blu erano accessibili solo a una cerchia ristretta di direttori e funzionari editoriali. Il servizio rosso, introdotto nel 1936, ha assunto la funzione del servizio blu, che dopo questa riforma era disponibile per un numero ancora minore di destinatari. Il più alto livello di riservatezza era nel servizio bianco, a cui potevano accedere solo i massimi vertici dell'impero. Questo servizio è stato nuovamente diviso in tre categorie, quella più alta, chiamata Weiß C, può essere vista solo da un massimo di sette membri della leadership dello Stato e del partito, inclusi Hitler e Goebbels.

## Struttura dei servizi della DNB nel 1937
I servizi dal n. 1 al n. 11 sono stati forniti dalla DNB, i servizi dal n. 12 al n. 16 dalla Patria Literarische Verlag. Sono di volta in volta indicati i principali curatori del servizio.
1. Servizio politico generale della DNB: Ernst Saemisch, Frederic von La Trobe
2. Radio stampa DNB in inglese e francese: Hermann Rau
3. I servizi speciali di intelligence erano: servizio tedesco, informazione internazionale, servizio speciale informativo-politico, servizio speciale Metger, argomento della settimana, servizio meteorologico e servizio giudiziario
4. C'erano 38 dipartimenti statali e varie piccole rappresentanze di corrispondenti presso le filiali
5. Notizie da Berlino: Max Rogatzky
6. Servizio commerciale tedesco, corrispondenza economica, economia mondiale della settimana e 30 servizi commerciali ed economici locali, servizi di cambio nazionali ed esteri, distribuzione di notizie per il commercio estero ai giornali
7. Servizio sportivo della DNB e 42 servizi sportivi locali: Hans Bollmann
8. Corrispondenza diplomatica tedesca: von Malotki
9. Servizio immagini DNB: Alfred Ritter
10. Tre servizi di immagine per la casa
11. Tre corrispondenze di maternità
12. Servizio espresso tedesco: Károly Kampmann
13. Lettere dall'estero da tutto il mondo, contributi dalla cultura, “Fuori e dentro”:[3] Friedrich Heißmann[4]
14. Cinegiornale agricolo, agricoltura e giardinaggio, Volksdeutscherdienst: Frithjof Melzer[5]
15. Qualunque cosa tu voglia: Gerhard Bohlmann
16. Sport popolari ed educazione fisica: Rupert Naumann
17. 36 servizi statali.

## Messaggistica
L'ufficio stampa tedesco utilizzava diverse procedure per ricevere le notizie presso la sede di Berlino da un lato e per pubblicare i reportage dall'altro. Il mezzo più importante fino al 1943 era il radiotelefono, detta anche radio stampa. In determinati orari della giornata, i messaggi venivano inviati su una lunghezza d'onda non raggiungibile dalle radio e venivano registrati dagli stenografi della stampa presso il destinatario.
La telescrivente, che non era ampiamente utilizzata né nella Repubblica di Weimar né nel Terzo Reich, giocò un ruolo minore. Nel 1934 in tutto il Reich esisteva una rete telex con solo circa 500 destinatari. La DNB aveva noleggiato 3.000 dei 20.000 chilometri di cavi telex a livello nazionale; questi venivano usati solo per trasmettere messaggi internamente. 
Dalla metà degli anni '30 in poi, l'Hellschreiber fu testato in Germania e fu presentato a tutti gli editori di giornali nel 1942. Questo dispositivo, sviluppato nel 1929 dall'ingegnere della Siemens Rudolf Hell, combinava la velocità della trasmissione radio con la sicurezza della linea telex. Ha consentito la trasmissione rapida, diretta ed economica dei messaggi via radio. La DNB è stata la prima agenzia di stampa al mondo a utilizzare questa nuova tecnologia. Con l'introduzione dell'Hellschreiber gli orari di trasmissione precedentemente concordati per la radio stampa non erano più necessari. Il dispositivo ricevente nelle redazioni potrà essere attivato dalla DNB in qualsiasi momento senza che sia necessario avere personale a disposizione del ricevente.